# Frederikke Federspiel

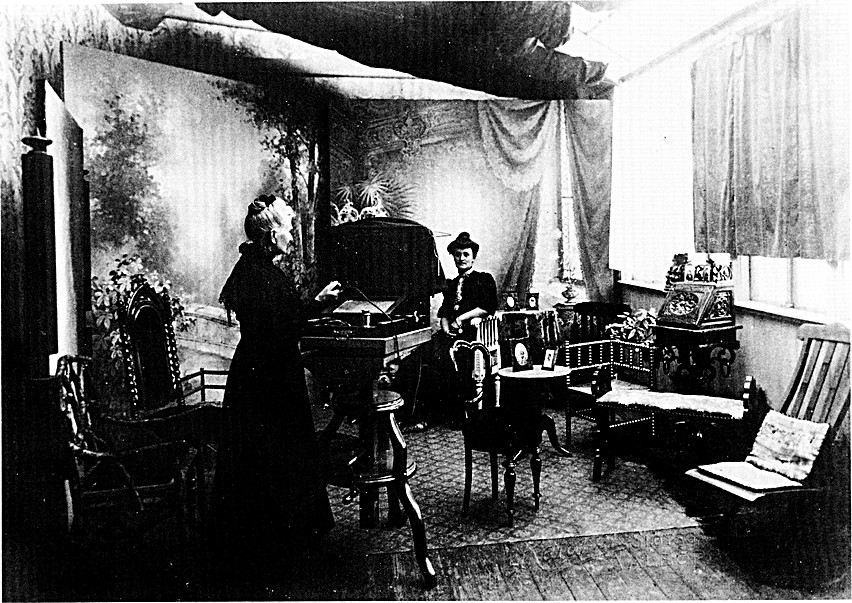
Frederikke Federspiel s klientem, 1910

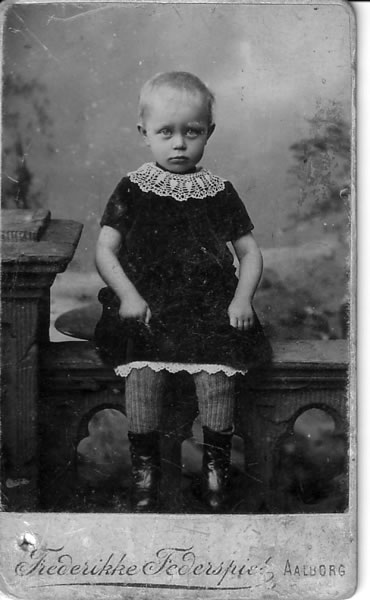
Frederikke Federspiel: portrét, asi 1890

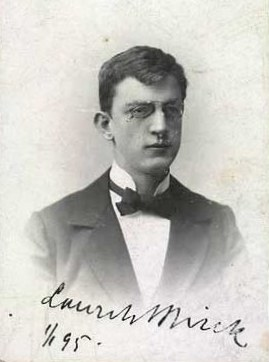
Frederikke Federspiel: Lauritz Vilhelm Birck, 1895

Frederikke Jakobine Federspiel (25. ledna 1839, Horsens, Jutsko – 16. června 1913 Aalborg) byla první profesionální fotografka v Dánsku. Po mnoho let provozovala vlastní fotografický ateliér v Aalborgu a vždy držely krok s nejnovějším vývojem. Mezi její klienty patřily dánské princezny Marie Sofie Dánská a Alexandra, které zaujaly její smaltované fotografické šperky.

## Život a dílo

### Mládí
Narodila se v roce 1839 v jutském městě Horsens a byla vychována v buržoazním domě společně se svou sestrou a pěti bratry. Její otec zemřel když jí bylo šest let, její matka pak vydělávala na živobytí jako modistka. Po matčině smrti v roce 1874, odešla do Hamburku ke svému strýci, kde ve svých 35. letech absolvovala školení v oblasti fotografie. Její strýc, Poul Friedrich Lewitz, její teta i bratranec Alfred Lewitz byli všichni fotografové.
Do svého deníku si poznamenala, jak moc se jí líbil pobyt v Hamburku se spoustou výletů, večery v divadle a úžasnými jídly.

### Fotografka
V roce 1876, poté, co dokončila studium se vrátila zpět do Dánska. Při registraci svého podnikání v Aalborgu, se stala jednou z prvních oficiálně uznávaných fotografek v Dánsku. Svou profesi registrovala pod značkou Photographin - německým slovem, které mělo jasně odkazovat na to, že byla žena. V Aalborgu žila se svou sestrou Sophií. Zatímco její sestra měla obchod se spodním prádlem a vyšíváním v obývacím pokoji, Frederikke vybudovala fotografický ateliér v nejvyšším patře. V Aalborgu už dva fotografové byli, jeden z nich byl dobře zavedený Heinrich Tønnies. Ona však dobře věděla o podnikatelské konkurenci a chytře o své činnosti dávala vědět veřejnosti a vždy si zajistila, že drží krok s rozvíjejícími technologiemi.
Delší dobu se jí dařilo být druhým nejvíce prosperujícím fotografickým obchodem ve městě. V roce 1878 onemocněla a strávila osm měsíců v nemocnici, následovaly další tři měsíce v sanitoriu St. Oluf v norském Modumu. Do lázní se pak v pozdějších letech vracela. Se svou sestrou trávila letní prázdniny na nových přímořských letoviscích Blokhusu, Løkkenu a Fanø.
Specializovala se na portréty, v roce 1883 se stala také jednou z prvních členek-žen spolku Dánské fotografické asociace Dansk Fotografisk Forening společně s Nielsine Zehngrafovou. Často vystavovala své práce v Kodani.
V roce 1899 začala vyrábět smaltované šperky a manžetové knoflíčky s fotografiemi vloženými pomocí přímého pozitivu vyrobeným fotoaparátem se čtyřmi objektivy. Udělala si zvláštní úpravu zařízení, které dovezla ze Spojených států, aby si usnadnila práci. Šperky předvedla na Vánoční výstavě Kodaňské průmyslové asociace, kde přitáhly pozornost královské rodiny. Díky tomu mohla mezi své klienty počítat princeznu Alexandru a carevnu Dagmar.

### Technologie
Vždy se zajímala o nejnovější technický vývoj, velmi rychle se naučila používat suché želatinové desky, které nabízely bezpečnější a levnější způsob expozice a vyvolání. Jako jedna z prvních experimentovala s hořčíkovým práškovým bleskem. Ve svém ateliéru instalovala elektrické lampy, jakmile byla v Aalborgu v roce 1901 zavedena elektřina.
Na počátku 20. století začala prodávat fotografické kamery pro amatérské fotografy. Mezi jejími studenty a asistenty byli Ernst Gøpel, Fritz Karner a Georg Bendtzen Holm, ze kterých později vyrostli přední fotografové.

## Odkaz
Frederikke Federspiel stále držela krok s vývojem ve fotografii, přestože u příležitosti 25. výročí svého ateliéru, prohlásila, že její podnikání se nevyvíjí, jak doufala. Přesto ji po její smrti v roce 1913 Dansk Fotografisk Tidsskrift (Dánský fotografický časopis) charakterizoval jako „neobyčejně sympatickou, upřímnou a energickou dámu, jejíž práce se řadí mezi nejlepší”.